# Rūta Miliūtė
Rūta Miliūtė (ur. 27 listopada 1990 w Kownie) – litewska specjalistka ds. marketingu, magister polityki i administracji publicznej i polityk. Posłanka na Sejm Republiki Litewskiej.

## Życiorys
W 2012 stażystka w Ludwig von Mises Institute w Brukseli. W 2014 roku studiowała politologię w Instytucie Stosunków Międzynarodowych i Nauk Politycznych na Uniwersytecie Wileńskim. W 2017 uzyskała tytuł magistra polityki i administracji publicznej na Wydziale Nauk Społecznych, Sztuki i Humanistyki na Politechnice w Kownie.
W latach 2014–2015 była Marketing Managerem w dzienniku Kauno Diena. W 2015 roku była koordynatorem projektu w spółka publiczna AB TEO, a w 2016 została Koordynatorem w Litewskim Związku Rolników i Zielonych.
W 2016 przyjęła propozycję kandydowania do Sejmu z ramienia Litewskiego Związku Rolników i Zielonych. W wyborach w 2016 uzyskała mandat posłanki na Sejm Republiki Litewskiej.